# 新耶路撒冷教堂
新耶路撒冷教堂（Church of the New Jerusalem）曾是一座19世纪史威登堡派教堂，位于美国宾夕法尼亚州费城市中心22街和栗树街路口。
该教堂建于1881年，由Theophilus Parsons Chandler设计。该教堂在1980年代中期因信徒减少而废弃，建筑物在1989年进行分隔改造，安装电气系统和应急设备，成功改为面积24,000平方英尺（2,200平方）的办公空间。国家历史保护信托基金称赞该项目是自适应重复利用的一个很好的例子

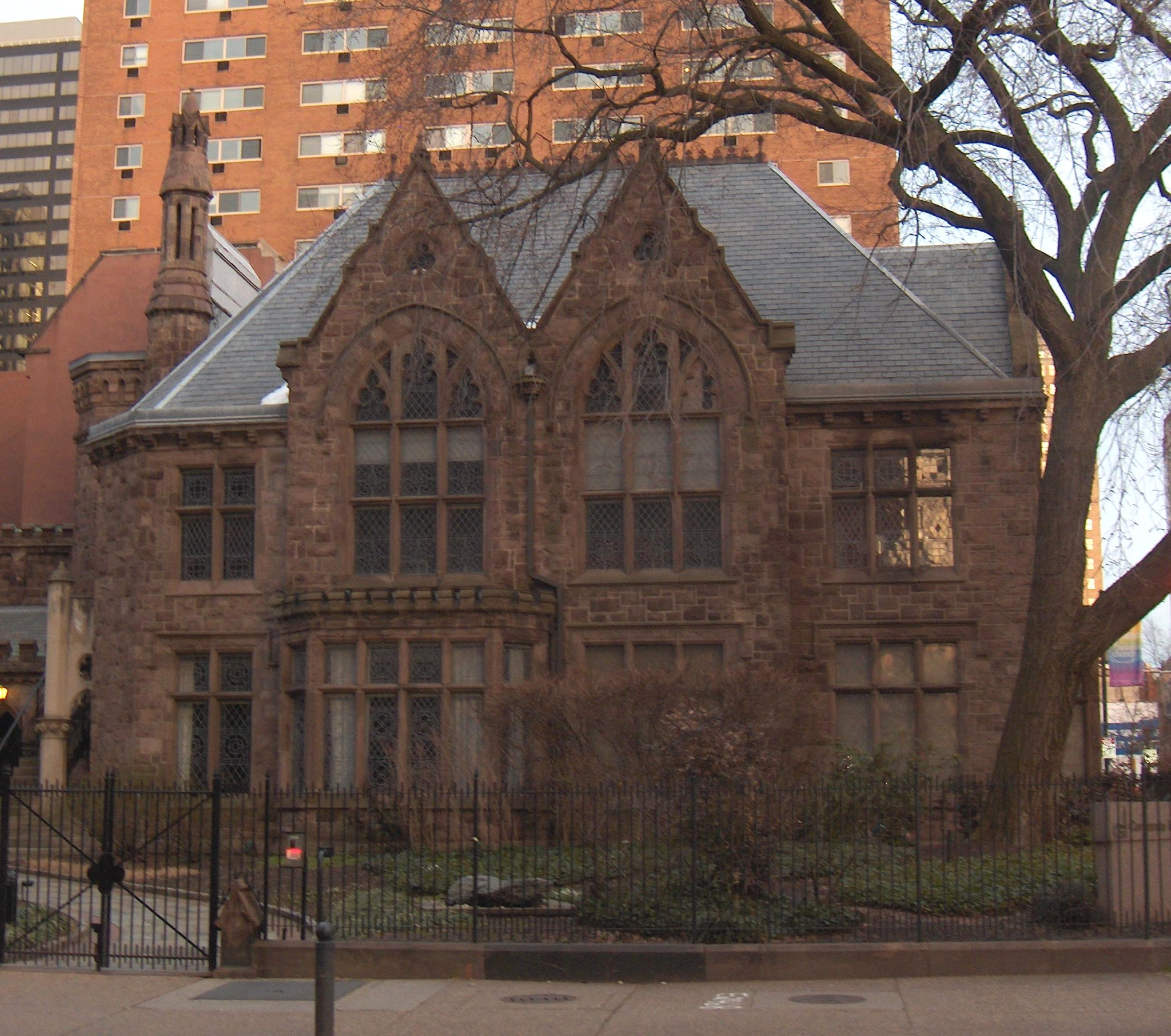